# Oleg Ostapenko
Oleg Ostapenko (Kiev, c. 1945-3 de julio de 2021) fue un entrenador ucraniano de Gimnasia artística, representante de Brasil entre los años de 2001 y 2008. En 2018, era entrenador del equipo nacional de Ucrania.

## Biografía
En 2001, Ostapenko se fue a Brasil para formar a las gimnastas brasileñas, al lado de su esposa, Nadijia, con la que tuvo dos hijos. El mismo año, pasó a vivir en Curitiba, junto a Iryna Ilyashenko, que trabajaba como entrenadora de la selección brasileña. 
Como técnico, tuteló a gimnastas ucranianas como Tatiana Lysenko, Tatiana Gutsu, Lilia Podkopayeva y Viktoria Karpenko, además de las brasileñas Daiane dos Santos y Daniele Hypólito. Tras los Juegos Olímpicos de Pekín (2008), en los que el equipo nacional brasileño terminó en octavo lugar, anunció su retirada de la selección brasileña para entrenar el equipo ruso juvenil. En septiembre de 2011, Oleg Ostapenko retornó a Brasil. En asociación con el gobierno provincial paranaense, la federación local y el grupo LiveWright, movimiento encabezado por empresarios y exatletas, pasó a entrenar las gimnastas del Centro de Excelencia de Ginástica (CEGIN), en Curitiba, participando en los Juegos Olímpicos de Río de Janeiro 2016. En 2018 asumió el entrenamiento de la selección nacional de gimnasia artística de Ucrania, y bajo sus órdenes entrenaban atletas como Anastasia Bachynska.